# Strandskinnbaggar
Strandskinnbaggar (Saldidae) är en familj i ordningen halvvingar. I familjen finns omkring 265 arter.
Dessa djur förekommer över hela världen med undantag av torra och extremt kalla områden. Deras habitat är strandlinjer vid vattendrag med sötvatten, blötta regioner som träsk och kustlinjer.
Arterna är platta på ovansidan och har en oval omkrets. Påfallande är deras stora utstående fasettögon.

## Underfamiljer och släkten
Systematisk indelning:
- Chiloxanthinae
  - Chiloxanthus
  - Pentacora
- Saldinae
  - Tribus Saldini
    - Calacanthia
    - Lampracanthia
    - Salda
    - Teloleuca

  - Tribus Saldoidini
    - Ioscytus
    - Macrosaldula
    - Micracanthia
    - Saldoida
    - Saldula